# Crotaphytus collaris
Crotaphytus collaris là một loài thằn lằn trong họ Crotaphytidae. Loài này được Say mô tả khoa học đầu tiên năm 1823.

## Hình ảnh

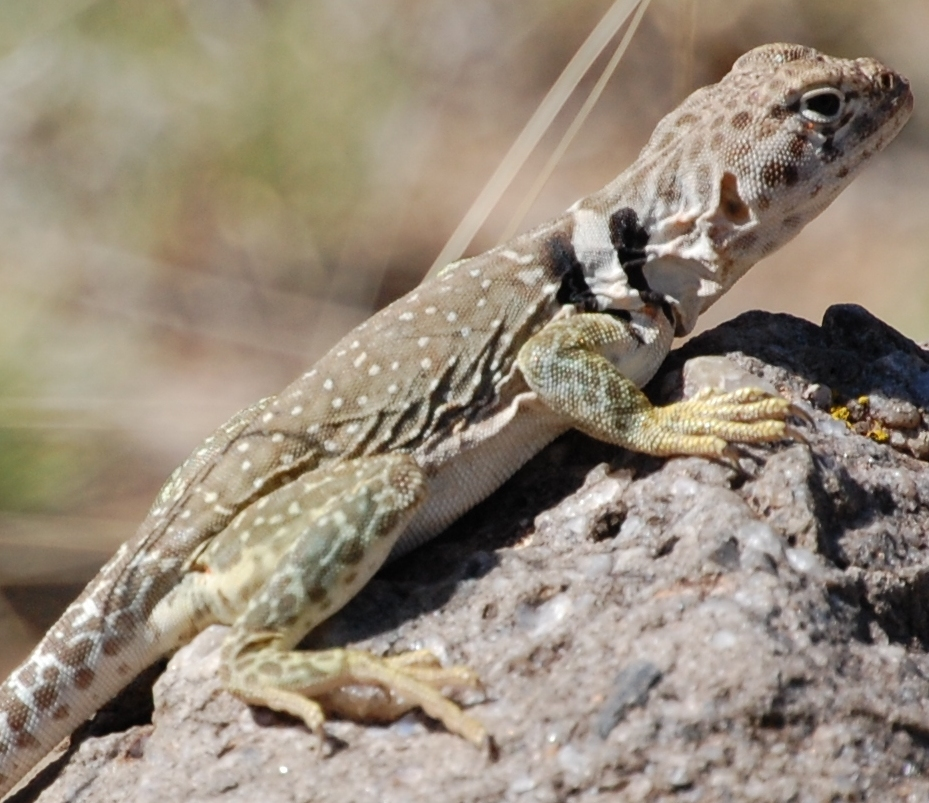
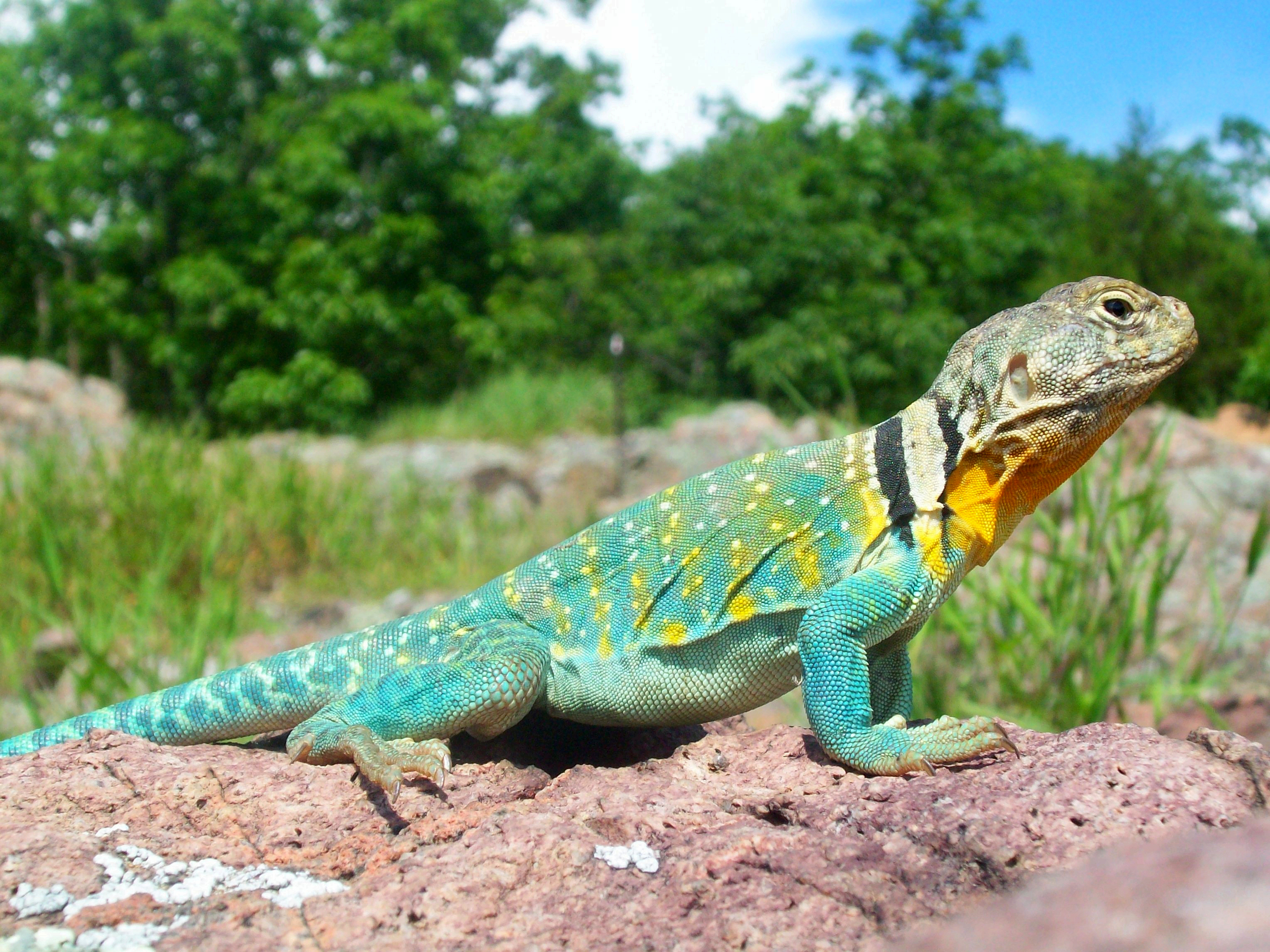
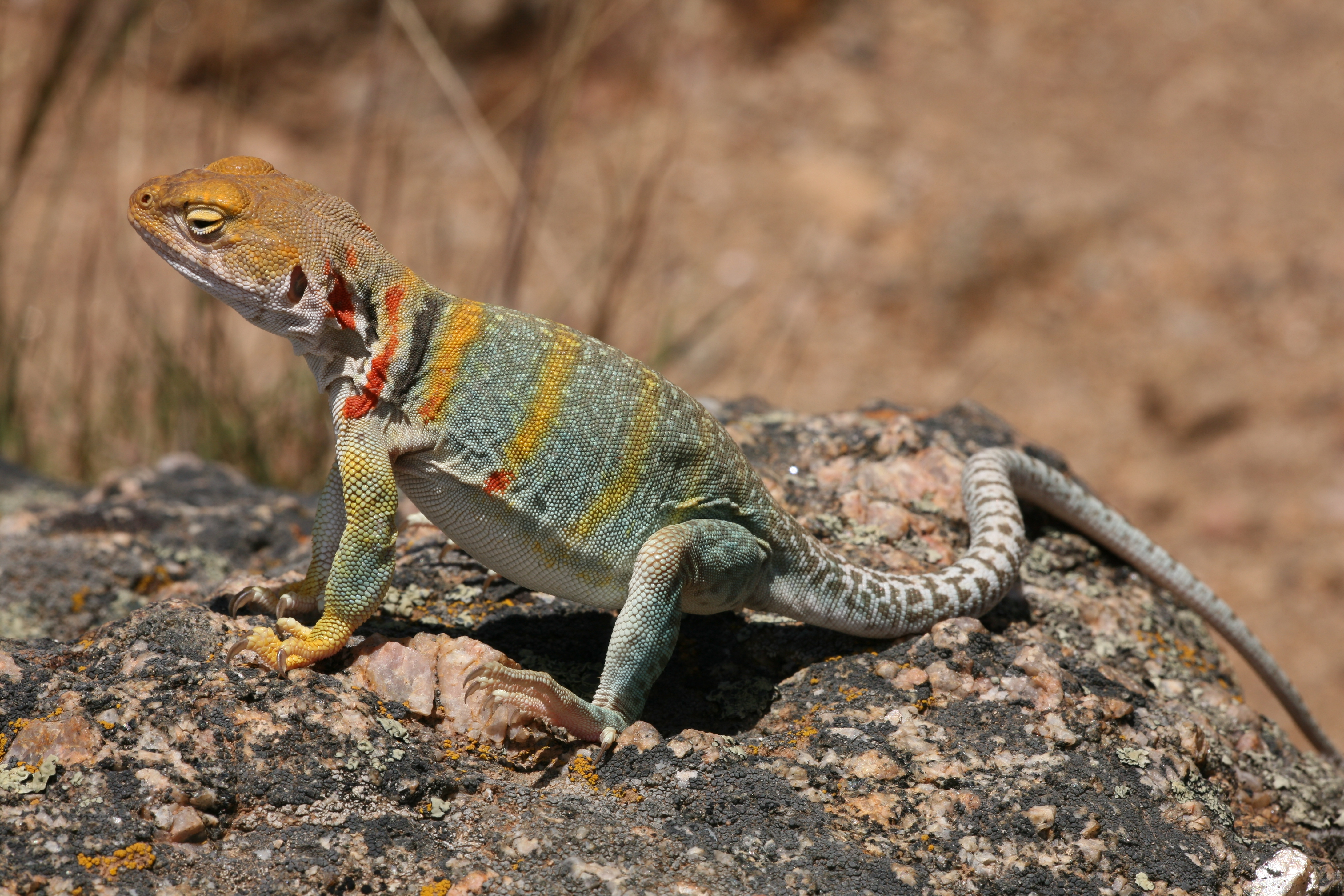
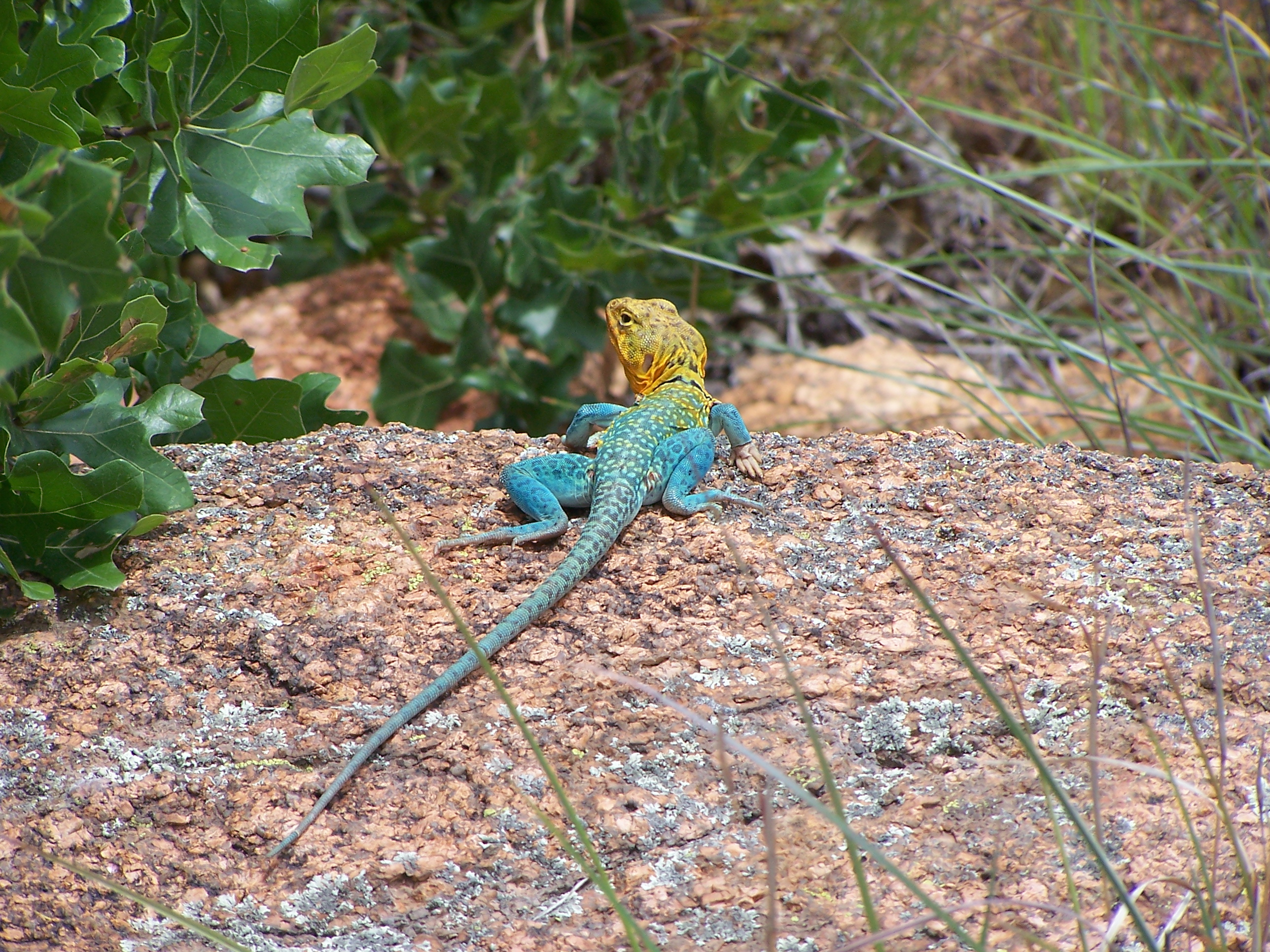
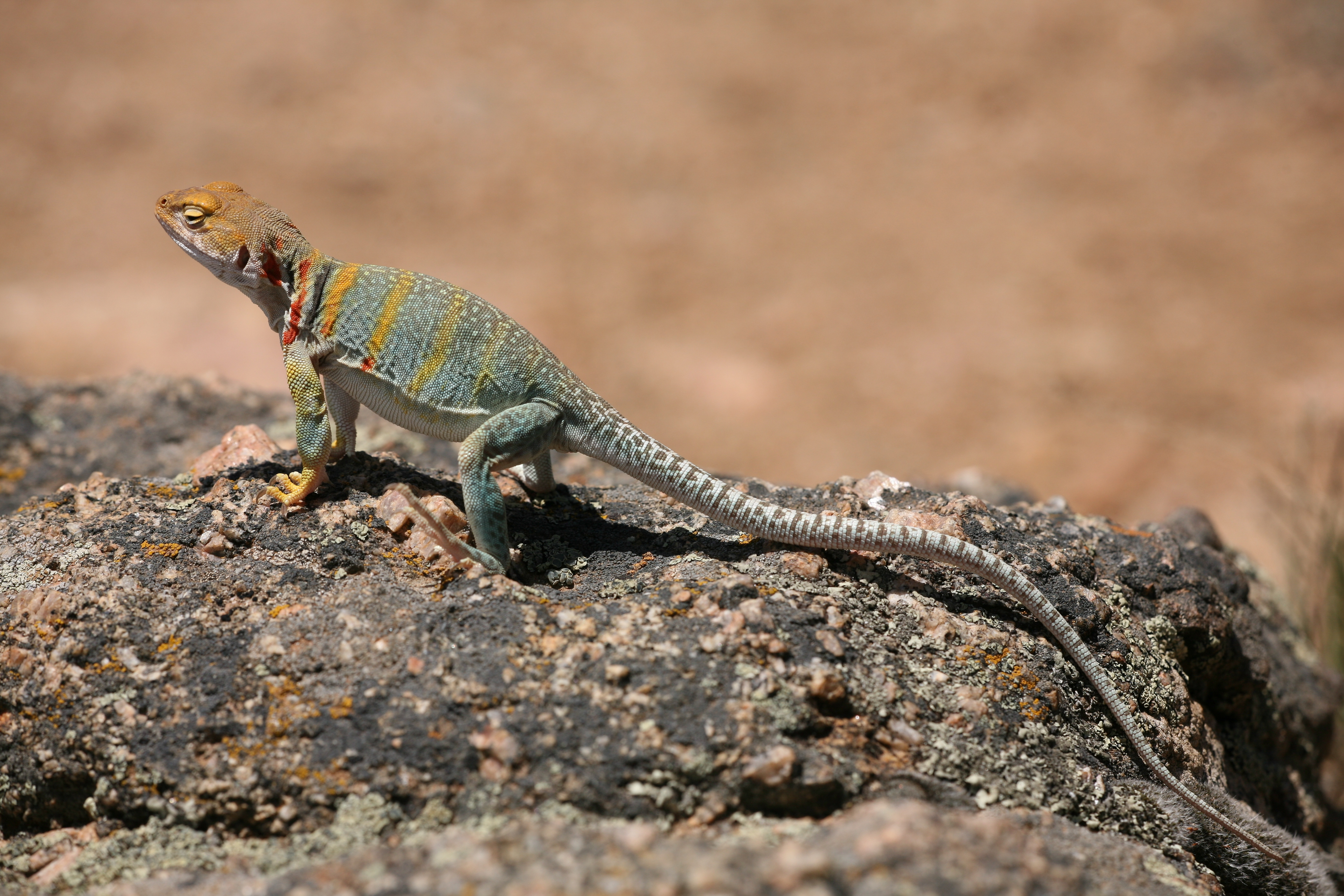
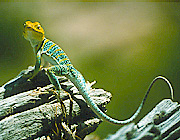